# Chiesa di San Giorgio (Busalla, capoluogo)
La chiesa di San Giorgio è un luogo di culto cattolico situato nel comune di Busalla, in via alla Chiesa, nella città metropolitana di Genova. La chiesa è sede della parrocchia omonima del vicariato della Valle Scrivia dell'arcidiocesi di Genova.
Adiacente alla parrocchiale vi è l'oratorio di San Bernardo.

## Storia

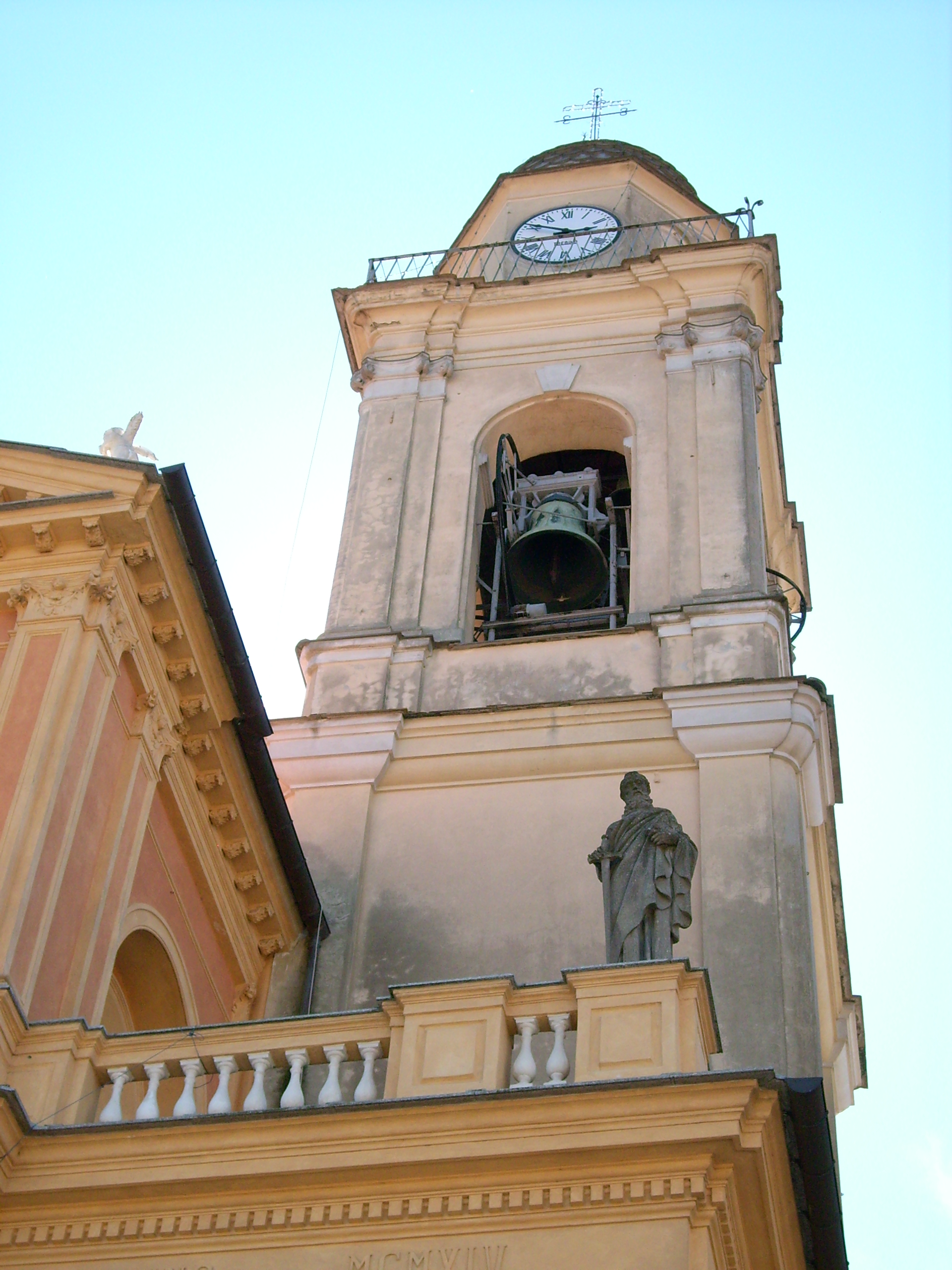
Particolare del campanile

Comunemente denominata dagli abitanti come "chiesa di San Giorgio de Ceta" è, secondo alcune fonti storiche, l'edificio di culto più antico della cittadina, essendo la sua presenza testimoniata dal 966 con l’attestazione della dipendenza dal cenobio di Chiusa di San Michele vicino a Torino.
Nel territorio comunale, nella frazione di Sarissola, allora centro principale, era già presente una chiesa - anch'essa dedicata a san Giorgio - risalente forse fra il IX e X secolo su fondazione dei monaci di San Colombano di Bobbio come dipendenza dall'abbazia di Precipiano, ricordata in una bolla papale del 1196 di papa Celestino III. Essa era la sede parrocchiale dato che fino al 1605 Sarissola e Busalla costituivano una sola parrocchia che in seguito passò alle dipendenze della diocesi di Tortona. 
Le origini dell'odierna collocazione della chiesa si fanno risalire alla fine del XVI secolo quando gli abitanti di Busalla ottennero, il 22 agosto del 1596, il consenso del vescovo di Tortona monsignor Matteo Gambara per l'edificazione di una nuova chiesa.
Alle varie donazioni della comunità busallese si aggiunse quella del concittadino Michelino Gatto fu Busalino che il 31 dicembre del 1599 donò il terreno, in località denominata li Castellari, per l'imminente costruzione religiosa. Si diede il via ai lavori il 28 maggio del 1600 quando il sacerdote Guidone Blexio - arciprete di Bosco Marengo e delegato della diocesi di Tortona - posò la prima pietra.
Dopo cinque anni di lavoro il vescovo tortonese poté visitare, il 17 settembre del 1605, il nuovo edificio e il 31 ottobre aprire al culto religioso la chiesa. La proprietà, dopo lunghe controversie tra il clero tortonese con quello genovese, passò nel 1615 sotto i confini religiosi dell'arcidiocesi di Genova e una bolla pontificia di papa Paolo V - datata 4 settembre 1620 - sancì la nomina del primo parroco, sacerdote Vincenzo Ricci della diocesi di Sarzana.
Entrata in seguito a far parte del vicariato di Santa Maria di Ceta (Borgo Fornari, frazione di Ronco Scrivia) la comunità parrocchiale fu il 25 ottobre 1647 resa indipendente dall'arcivescovo di Genova cardinal Stefano Durazzo e i successivi arcivescovi genovesi confermarono la scelta di scorporazione. Il titolo di prevostura le fu conferito il 5 settembre del 1822 da monsignor Luigi Lambruschini mentre l'elevazione ad arcipretura fu deciso dall'arcivescovo Tommaso Reggio con decreto del 3 dicembre 1893.

## Descrizione

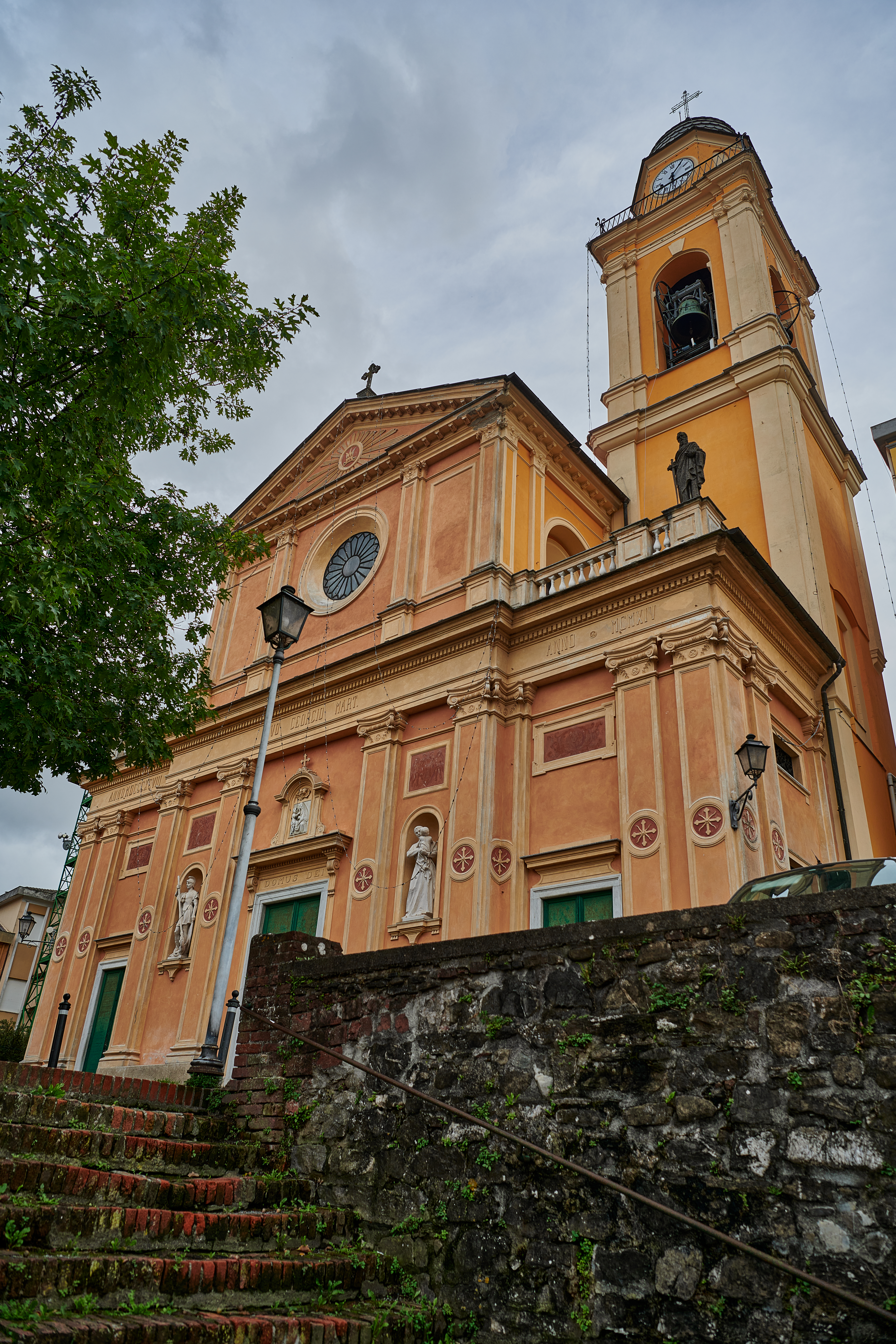
Altra visuale della parrocchiale

La costruzione si presenta a tre navate dopo un primo ampliamento negli anni 1828 - 1829 ed un successivo intervento effettuato nel 1903 dove assunse le attuali dimensioni e aspetto. Nella seconda campata della navata destra si trova il dipinto la Madonna appare a san Gaetano di Pietro Raimondi, allievo di Domenico Piola. Nella navata sinistra sono raffigurati san Giovanni Battista, sant'Antonio abate e Maria Maddalena di Bernardo Castello. La navata maggiore fu ritinteggiata nell'agosto del 1946.
Nel presbiterio è possibile osservare due opere di Giovanni Battista Carlone, visibilmente ridipinte: San Paolo e Plotilla e la Decollazione di san Paolo.
Nell'edificio sulla destra, che sorge nel luogo dove era anticamente il castello Spinola, è situato il palazzo delle opere parrocchiali, con l'abitazione del parroco all'ultimo piano, vari piani dedicati alle attività complementari della parrocchia, come l'Azione Cattolica.
Dal lato opposto, adiacente alla parrocchiale ma con un proprio ingresso autonomo, vi è l'oratorio di San Bernardo, risalente all'inizio del XVII secolo, sede dell'arciconfraternita di San Bernardo. Nei pressi dell'oratorio quale sono stati rinvenuti i resti di una delle due torri che facevano parte delle antiche mura di cinta e presenti, in forma stilizzata, sullo stemma del comune.